# Scambus neglectus
Scambus neglectus là một loài tò vò trong họ Ichneumonidae.